# Daisen
Daisen (Japans: 大仙市, Daisen-shi) is een stad in de prefectuur Akita in het noorden van Honshu, Japan. De stad heeft een oppervlakte van 866,68 km² en begin 2008 ruim 91.000 inwoners. Ten oosten van de stad ligt het Ou-gebergte. Door de stad loopt de rivier Omono.

## Geschiedenis
Daisen werd op 22 maart 2005 een stad (shi) door de samenvoeging van Omagari (大曲市, Ōmagari-shi) met de gemeenten Kamioka (神岡町, Kamioka-machi), Nishisenboku (西仙北町, Nishisenboku-machi), Nakasen (中仙町, Nakasen-machi), Kyowa (協和町, Kyōwa-machi), Senboku (仙北町, Senboku-machi), Ota (太田町, Ōta-machi) en het dorp Nangai (南外村, Nangai-mura).
Bij deze gemeentelijke herindeling behielden Omagari, Kyowa en Nangai hun naam, maar nu als stadsdeel, en ook de naam Ota werd in stadsdeel Ota-cho gehandhaafd.
Na de samenvoeging heeft Daisen met 136 leden de grootste gemeenteraad in Japan (zelfs groter dan Tokio) omdat vrijwel alle raadsleden hun zetel behielden.

## Verkeer
Daisen ligt aan de Akitashinkansen, de Ou-hoofdlijn en de Tazawako-lijn, alle van de East Japan Railway Company.
Daisen ligt aan de Akita-autosnelweg en aan de autowegen 13, 46, 105 en 341.

## Aangrenzende steden
- Akita
- Yokote
- Yurihonjo